# John Theophilus Desaguliers
John Theophilus Desaguliers (La Rochelle, 12 marzo 1683 – Covent Garden, 29 febbraio 1744) è stato uno scienziato, religioso e massone inglese di origini francesi.
Fu membro della Royal Society a partire dal 29 luglio 1714, e fu insignito della medaglia Copley nel 1734, nel 1736 e nel 1741. In particolare, il riconoscimento del 1741 è dovuto alle sue scoperte sulle caratteristiche dell'elettricità.
Studiò a Oxford, fu assistente di Isaac Newton e, in seguito, favorì la diffusione delle teorie newtoniane e delle loro applicazioni pratiche. Gli è attribuita l'invenzione del planetario, in base ad alcuni disegni da lui pubblicati.

## Vita
Nato a La Rochelle da una famiglia di ugonotti, Desaguliers emigrò in Inghilterra nel 1694, a causa dell'editto di Fontainebleau, che revocava la libertà di culto ai protestanti. Fu educato alla Christ Church di Oxford, e succedette a John Keill nell'incarico di lettore di filosofia sperimentale a Hart Hall. Fu il primo a introdurre l'usanza delle letture a Londra, dove il suo pubblico non era formato solo da esperti ed eruditi, ma comprendeva anche i re Giorgio I e Giorgio II, oltre al resto della famiglia reale.
Nel 1718 Desaguliers completò gli studi a Oxford come dottore in legge. La sua reputazione di scienziato si consolidò non solo grazie alle tre medaglie ottenute, ma anche per via di una pubblicazione in due volumi intitolata Corso di filosofia sperimentale. La pubblicazione del primo volume coincise con la prima Copley Medal, mentre il secondo vide la luce nel 1744, anno della sua morte. Il primo volume parla di meccanica teorica e pratica, con una spiegazione dei concetti base della fisica newtoniana. Il secondo invece contiene materiale volto all'applicazione pratica delle scoperte scientifiche.
Nella sua carriera di inventore e scienziato, Desaguliers migliorò anche il motore a vapore di Thomas Savery, con l'aggiunta di una valvola di sicurezza; inventò anche sistemi per riscaldare a vapore i bollitori di liquidi invece che col fuoco, aumentandone così la sicurezza.
Desaguliers si avvicinò anche alla massoneria, divenendo gran maestro della Prima gran loggia d'Inghilterra nel 1718, e vice gran maestro nel 1723 e nel 1725. Sotto la sua guida, la Gran loggia di Londra e la massoneria si svilupparono in modo «sorprendente» nelle isole britanniche, al punto che «nel 1740 le logge erano già più di 180».
Grande suo merito fu quello di ribadire i principi basilari della massoneria - gli ideali di libertà, fratellanza ed uguaglianza - che riuscirono ad essere accettati e condivisi come sistema di valori universali da parte delle due anime che si contrapponevano in quel tempo nella società britannica: gli stuartisti di religione cattolica in antagonismo agli hannoveriani di religione protestante anglicana.

## Carriera religiosa
Desaguliers ebbe un ruolo anche nella Chiesa anglicana. Grazie all'influenza di James Brydges, I duca di Chandos, ebbe la gestione della parrocchia di San Lorenzo, Little Stanmore, chiamata anche Stanmore Parva o Whitchurch. Il suo incarico era combinato anche con quello di cappellano del duca, poiché la chiesa di San Lorenzo era al confine della tenuta del duca, Canons Park. Questa chiesa fu ricostruita in stile barocco nel 1715. Siccome la cappella di Canons Park non fu completata prima del 1720, San Lorenzo fu utilizzata per le prime rappresentazioni dei cosiddetti Chandos Anthems di George Friedrich Händel che nel periodo 1717-1718, come Desaguliers, soggiornava alla corte del duca.
La residenza di Canons Park beneficiò delle conoscenze scientifiche di Desaguliers, che furono applicate ai complessi giardini acquatici della tenuta.
Desaguliers fu anche consulente tecnico per un'impresa in cui il duca di Chandos aveva investito, la York Buildings Company, che usava macchine a vapore per estrarre acqua dal Tamigi.
Nel 1718, Desaguliers dedicò al duca la traduzione del trattato di Edme Mariotte sul moto dell'acqua. Probabilmente non è una coincidenza che Händel, nel 1718, abbia composto la sua opera Aci e Galatea per un'esibizione alla residenza del duca. In questa opera, Galatea viene trasformata in una fontana e poiché, per tradizione, fu rappresentata sulla terrazza sovrastante i giardini, è lecito pensare che fosse collegata ai lavori idraulici compiuti da Desaguliers.
Gli interessi ingegneristici di Desaguliers finirono inevitabilmente per distrarlo dai suoi doveri di parroco, tanto che il duca ebbe a lamentarsi della lentezza con cui venivano seppelliti i morti. Nonostante questo motivo di contrasto, Desaguliers gestì la parrocchia di San Lorenzo fino alla morte.

## Vita familiare e discendenza
Desaguliers si sposò con Joanna Pudsey il 14 ottobre 1712. Ebbero sette figli, ma solo due di essi divennero adulti: John Theophilus (1718-1751) si laureò ad Oxford, divenne un uomo di Chiesa e morì senza lasciare eredi, mentre Thomas (1721-1780) ebbe una carriera scientifica e militare significativa. Divenne Chief Firemaster al Royal Arsenal di Woolwich il 1º aprile del 1748, e sembra sia stato il primo ad avere l'incarico di applicare criteri scientifici alla produzione di cannoni e artiglierie. Fu Thomas Desaguliers a progettare i fuochi per la Musica per i Reali fuochi d'artificio a Green Park.

## Morte
Desaguliers soffrì per molto tempo di gotta, e morì dopo molti mesi di malattia nella sua residenza di Covent Garden, il 29 febbraio 1744. Fu sepolto il 6 marzo nella Savoy Chapel di Londra.